# Takatsukasa Fuyuie
Takatsukasa Fuyuie (鷹司冬家, [[[1367]]-1425] Erro: {{japonês}}: texto da transliteração contém caractere não latino (pos 17) (ajuda)) foi um nobre do período Muromachi da história do Japão.

## Vida
Fuyuie foi o filho mais velho de Takatsukasa Fuyumichi. Foi líder do ramo Takatsukasa do clã Fujiwara.
Em 1378 foi nomeado vice-governador da província de Harima (Harima Gonmori), e em 1381 se tornou Chūnagon.
Em 1388 foi promovido a Dainagon cargo que ocupou até 1399 (em três mandatos 1388-1390, 1390-1394, e 1395-1399). Foi nomeado Udaijin entre 1411 e 1414.
Ao contrário de outros membros da família não chegou a ser Kanpaku.
Tornou-se Monge budista em 1425 ao entrar no Templo Tōsetsu passando a usar o nome religioso Goisshinin.
Após sua morte seu filho Fusahira se tornou líder do clã.
| Precedido por Takatsukasa Fuyumichi | -- 8º Líder dos Takatsukasa Fujiwara (1386 - 1425) | Sucedido por Takatsukasa Fusahira |
| Precedido por Imadegawa Kimiyuki    | 149º Udaijin (1411 - 1414)                         | Sucedido por Kujō Mitsurukyō      |